# روبرت روس فيرغسون
روبرت روس فيرغسون هو عسكري كندي، ولد في 13 مايو 1917، وتوفي في 19 سبتمبر 2006.